# Aleksei Lukianiuk
Aleksei Vassílievitx Lukianiuk (Алексей Васильевич Лукьянюк) (Moscou, 12 de desembre de 1980) és un pilot de ral·li rus d'origen ucraïnès, guanyador del Campionat d'Europa de Ral·lis els anys 2018 i 2020, el qual també ha disputat ral·lis del Campionat Mundial de Ral·lis. També ha estat guanyador del Campionat de Rússia de Ral·lis i del Campionat d'Estònia de Ral·lis.

## Trajectòria

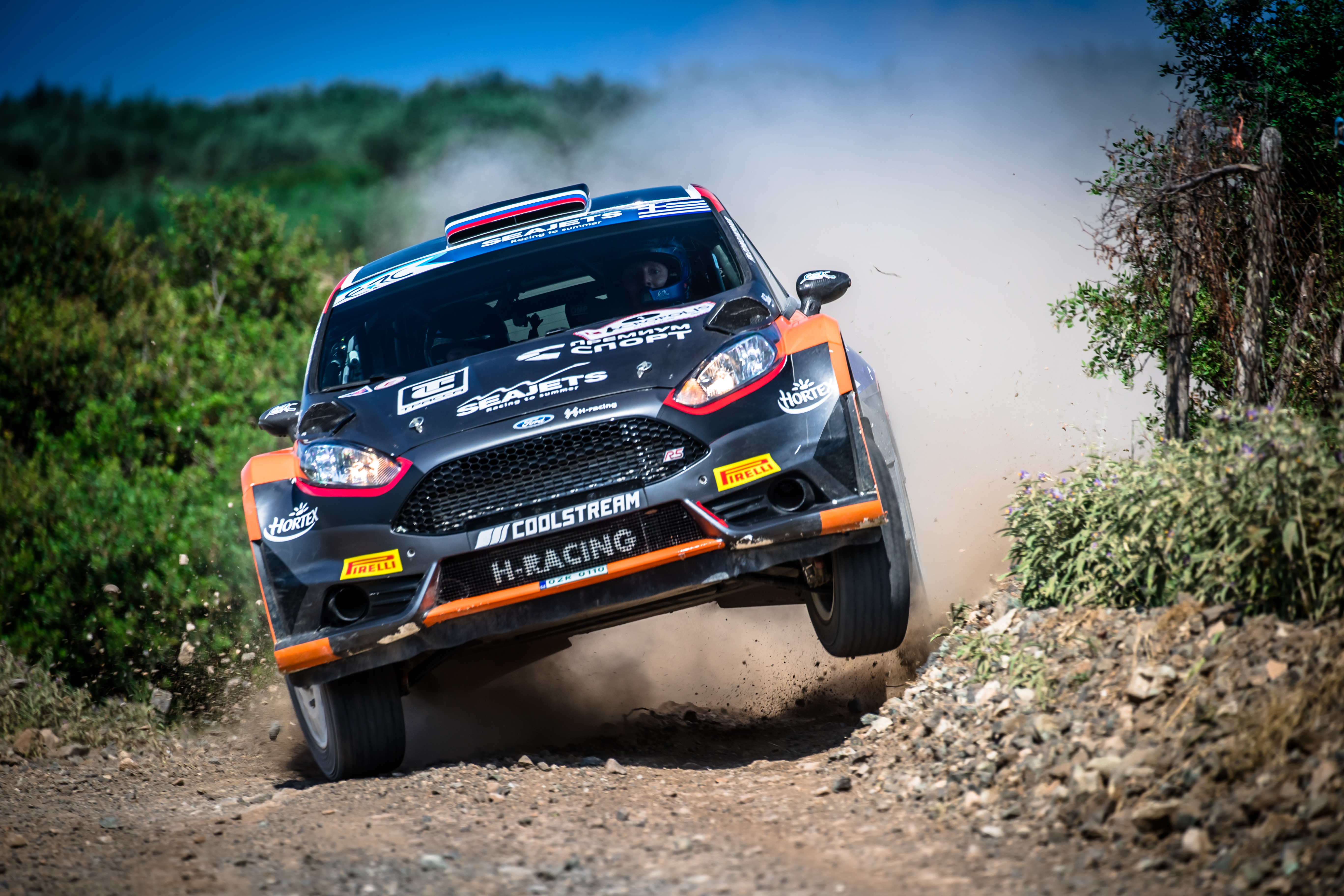
Ral·li Acròpolis (2018)

Disputa el Campionat d'Europa de Ral·lis des de l'any 2015, guanyant el certamen en dues ocasions, l'any 2018 pilotant un Ford Fiesta R5 i l'any 2020 pilotant un Citroën C3 R5. També ha estat subcampió en dues ocasions, l'any 2016, superat per Kajetan Kajetanowicz i l'any 2019, superat per Chris Ingram.
Durant la Guerra de Rússia i Ucraïna Lukianiuk decidí restar al marge de la competició pel seu gran vincle amb ambdós països.